# Dolichopeza illingworthi
Dolichopeza illingworthi är en tvåvingeart som beskrevs av Alexander 1930. Dolichopeza illingworthi ingår i släktet Dolichopeza och familjen storharkrankar. Inga underarter finns listade i Catalogue of Life.